# Daternomina ulltra
Daternomina ulltra là một loài Trichoptera trong họ Ecnomidae. Chúng phân bố ở miền Australasia.